# Prix Opzij de littérature
Le prix Opzij de littérature (Opzij Literatuurprijs) est un prix littéraire néerlandais.
Le prix, bisannuel, est créé en 1979 par le magazine féministe Opzij (nl) sous l'appellation prix Annie-Romein (d'après Annie Romein-Verschoor (1895-1978)) et attribué à une femme écrivain dont le travail contribue au développement, la sensibilisation et l'émancipation des femmes.
En 2008, le prix est renommé sous l'appellation actuelle, devient annuel et est décerné à une femme pour sa meilleure œuvre littéraire.

## Prix Annie Romein
- 1979 : Joke Smit (nl)

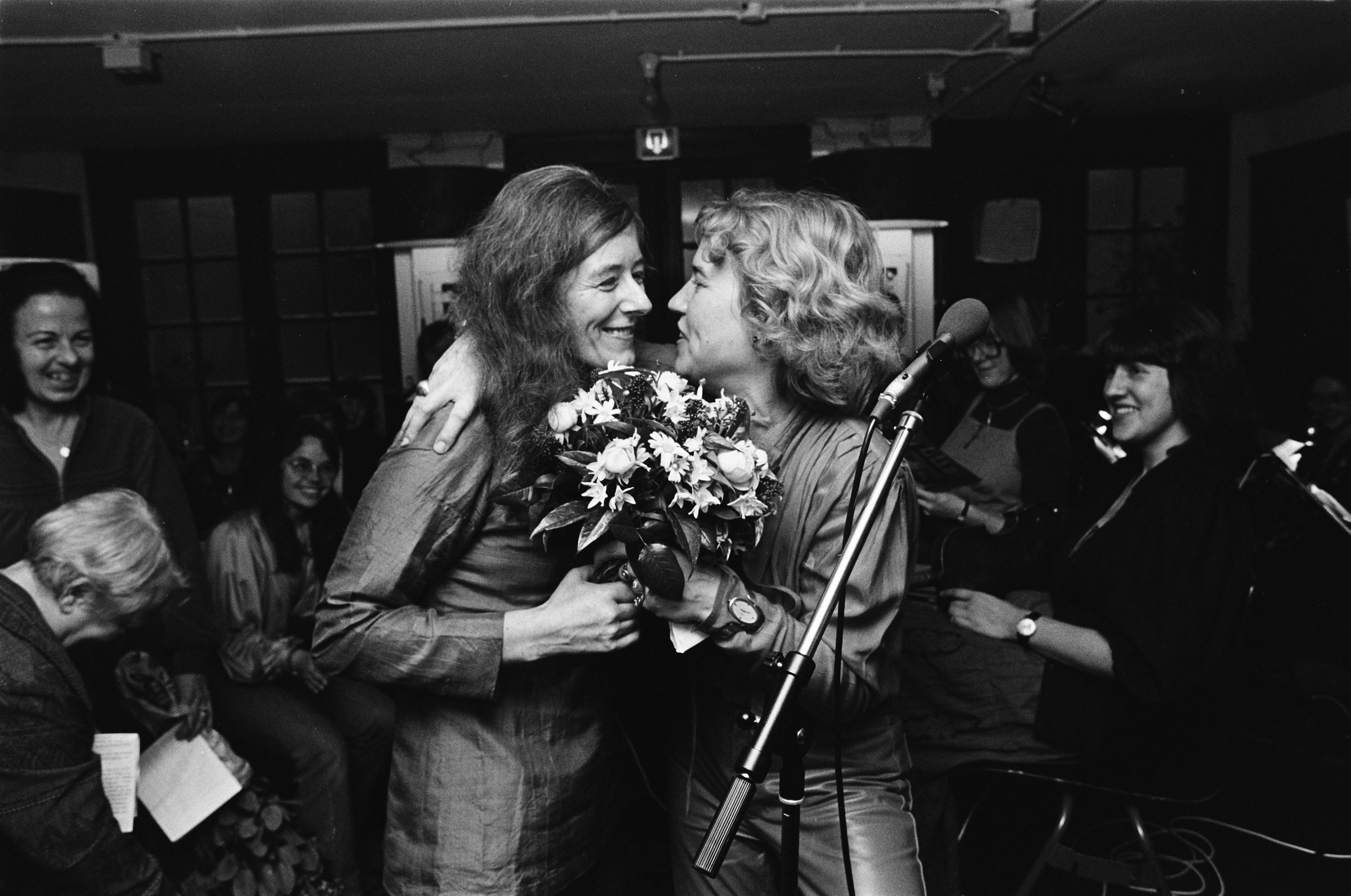
Joke Smit reçoit le prix Annie-Romein d'Anneke Reuvekamp.

- 1981 : rédaction du magazine Lover
- 1983 : Andreas Burnier
- 1985 : Eva Besnyő
- 1987 : Anja Meulenbelt (nl)
- 1989 : Hannemieke Stamperius (nl)
- 1991 : Ethel Portnoy
- 1993 : Renate Dorrestein
- 1995 : Hella S. Haasse
- 1997 : Doeschka Meijsing
- 1999 : Marga Minco
- 2001 : Helga Ruebsamen
- 2003 : Mensje van Keulen
- 2005 : Maria Stahlie[1]
- 2007 : Maxim Februari

## Prix Opzij de littérature
- 2008 : Over de liefde de Doeschka Meijsing
- 2009 : Weg de Minke Douwesz (nl)
- 2010 : De held (nl) de Jessica Durlacher[2]
- 2012 : Lieve Céline de Hanna Bervoets[3]
- 2013 : De ochtend valt de Manon Uphoff (nl)[4]
- 2014 : Wij en ik de Saskia De Coster[5],[6]
- 2015 : De consequenties de Niña Weijers[6],[7]
- 2016 : Dertig dagen  d'Annelies Verbeke[8]
- 2017 : Aucun prix n'a été décerné par l'éditeur Hans van Brussel qui a repris le magazine de Veen Media[9]
- 2018 : Dubbelbloed de Etchica Voorn[10]
- 2019 : ’t Hooge Nest de Roxane van Iperen[11]
- 2020 : Pas de prix décerné dans le cadre de la crise du Corona aux Pays-Bas
- 2021 : Pas de prix décerné
- 2022 : Pas de prix décerné
- 2023 : Citroeninkt de Maral Noshad Sharifi ; le prix du public est attribué à Mama Lee de Mischa Blok[12].